# Hředle (Rakovník)
Hředle é uma comuna checa localizada na região da Boêmia Central, distrito de Rakovník.